# Антракозаври
Антракозаври (Anthracosauria) або емболомери (Embolomeri) — вимерлий ряд рептиліоморфів (Reptiliomorpha), який процвітав протягом кам'яновугільного періоду і на початку пермського.

## Етимологія
Назву «антракозаври», що в перекладі з грецької означає «вугільні ящери», вони отримали через те, що більшість їх скам'янілостей знайдено у вугленосній товщі.

## Особливості будови
Череп відносно високий, іноді стислий з боків. Зберігається кінетизм черепа — як у кистеперих риб — рухливість між «щоками» і дахом черепа. Барабанної перетинки, мабуть, немає, хоча існує вирізка по задньому краю щоки. Зуби зазвичай потужні, часто є «ікла» на небі. Хребет емболомерного типу. Тіло видовжене, хвіст потужний, стислий із боків. У деяких описаний «хвостовий плавець» з видовжених супраневральних радіалій, як у риб. Кінцівки у наземних форм короткі, але потужні, у водних форм — слабкі. Зазвичай групу обмежують 4-5 родинами, що існували з самого початку карбону до середини пермі. Іноді «антракозаврами» називають всіх Рептиліоморф.

## Класифікація
Власне антракозаври — Embolomeri включають наступні родини:
- Родина Eoherpetontidae — єдиний рід Eoherpeton з раннього карбону (намюр) Англії. Дрібний напівназемний хижак, близький до предкових форм Сеймуриаморфи.
- Родина Anthracosauridae — зазвичай сюди відносять єдиний рід Anthracosaurus («вугільний ящір») з середнього карбону Англії. Рід погано відомий, ймовірно, це був наземний хижак, завдовжки понад 2 метрів (череп до 40 см завдовжки).
- Родина Proterogyrinidae — напівназемні хижаки раннього карбону, найвідоміший протерогірінус. Сюди ж може належати верхньодевонський Тулерпетон.
- Родина Eogyrinidae — довготілі водні антракозаври, деякі дуже великі (до 4,5 метрів завдовжки). Переважно середній-пізній карбон Європи та Північної Америки. Найвідоміший рід — еогірінус (Eogyrinus), якого також називають як фолідерпетон або птероплакс (не виключено, що за правилами зоологічної номенклатури рід повинен називатися Pholiderpeton). 6 родів, дожили до ранньої пермі в Північній Америці (рід Neopteroplax) і до початку пізньої пермі в Східній Європі (рід Aversor).
- Родина Archeriidae або Cricotidae — довгоморді водні невеликі антракозаври, переважно раннепермского періоду. Найвідоміший рід Archeria з ранньої пермі Північної Америки. Для Арчерії можливо живлення дрібними водними організмами, а не рибою, як у більшості інших антракозавроів.